# Xã Rock, Quận Jefferson, Missouri
Xã Rock (tiếng Anh: Rock Township) là một xã thuộc quận Jefferson, tiểu bang Missouri, Hoa Kỳ. Năm 2010, dân số của xã này là 31.460 người.
Xã Rock được thành lập vào năm 1834, và được đặt tên theo địa hình nhiều đá bên trong biên giới của nó.